# Miño de Medinaceli
Miño de Medinaceli (también conocido como Miño de Medina y antiguamente como Miño del Ducado) es un municipio y localidad española de la provincia de Soria, en la comunidad autónoma de Castilla y León. El término municipal, que incluye también los núcleos de Conquezuela, Ventosa del Ducado y Ambrona, tiene una población de 78 habitantes (INE 2024).

## Geografía

Término municipal.

El centro de Miño de Medinaceli está situado en las coordenadas 41°11′23″ N 2°31′5″ O, a 1161 metros sobre el nivel del mar, dista aproximadamente 10 kilómetros de Medinaceli, 35 de Almazán, 25 de Sigüenza y 74 kilómetros de Soria, la capital de la provincia.
Del municipio de Miño de Medinaceli, con ayuntamiento propio, dependen las cercanas poblaciones de Ambrona, Conquezuela y Ventosa del Ducado.
El municipio de Miño, que tiene una extensión de 5550 hectáreas, linda al oeste y sur con los municipios de la provincia de Guadalajara de Sienes y Sigüenza, por el norte con el municipio de Yelo y por el oeste con el de Medinaceli, ambos en la provincia de Soria.

### Comunicaciones
Carretera
Miño de Medinaceli está comunicada por carretera mediante diversas vías secundarias: la SO-132, denominada carretera de Medinaceli a Barahona; la SO-P-4164 que va de Miño de Medinaceli a Torralba del Moral en donde se encuentra con la SO-133; la SO-P-4162 que llega por Conquezuela a Torrecilla del Ducado y Sienes en donde enlaza con la GU-136 y la SO-P-4161 que sale de la SO-132 nada más dejar el barrio de la Estación a encontrarse con la SO-P-4059, que parte de Yelo, hasta llegar a la carretera nacional N-111, que naciendo en Medinaceli llega a Pamplona, pasando por Soria y Logroño.
La calzada romana que iba de la antigua Ocilis (Medinaceli) a Uxama (Osma) o a Termancia (Tiermes), pasaba por Miño, llegando desde el este ligeramente por el sur del pueblo y girando noventa grados hacia el norte en dirección a Yelo.
Un camino real entre Miño y Mojares, Guadalajara, unió la calzada romana a su paso con Miño sirviendo de atajo para unir esta vía con la antigua Segontia (Sigüenza).
Ferrocarril
A finales del siglo XIX se construyó en la cercanía de Miño una estación del ferrocarril Torralba-Soria, que fue inaugurado el 1 de junio de 1892, alrededor de la que se desarrolló un nuevo barrio: el barrio de la Estación. La estación permitió el transporte de mercancías y viajeros durante muchas décadas, con personal ferroviario que mantenía en operación un andén y un muelle de carga. A finales de los años 1970 su actividad se redujo a la de mero apeadero, dejando de tener paradas regulares desde mediada la década de 1980. En 2018 se inició la recuperación del edificio de la antigua estación como albergue turístico.
Senderismo
El Sendero de Gran Recorrido Ibérico Soriano GR-86, pasa por Miño de Medinaceli, en su etapa 25 que discurre entre Yelo y Medinaceli a lo largo de 11,9 km de dificultad 3, cruzando un paisaje predominantemente agrícola, aunque en su primera parte atraviesa fragmentos dispersos de paisajes de majadales en suelos arenosos y rocosos de areniscas rojizas. Desde 2017 se organiza cada año, a finales del mes de agosto, una actividad multitudinaria de senderismo popular bautizada como "Ruta del Bordecorex", en la que participan centenares de personas que se congregan desde primera hora de la mañana en el antiguo lavadero de Alcubilla de las Peñas e inician una caminata siguiendo el cauce del río Bordecorex, con paradas de avituallamiento en Yelo y la ermita de la Santa Cruz de Conquezuela, para terminar en Miño de Medinaceli con una comida popular.

### Cultivos y bosques
La mayor parte del territorio del municipio lo ocupan los cultivos agrícolas y los prados arficiales (60 %) y los pastizales con matorral. (26 %) 
 Bosques de distinta tipología ocupan el resto del territorio de forma desigual:
- Encinares, pinares de pino salgareño y melojares de roble melojo en todo el término municipal.[13][14]
- Bosques mixtos de frondosas en Conquezuela, Ventosa y Miño.[13]
- Mezclas de coníferas y frondosas autóctonas en Miño y Ventosa.[13]
- Dehesas entre Conquezuela y Miño.[13]
- Pinares de pino carrasco en Ambrona y Miño.[13]
- Quejigares de roble carrasqueño en Ambrona.[13]
- Pinares de pino piñonero: en la zona de Miño.[13]

### Fauna
La fauna en el municipio de Miño de Medinaceli es variada, uniformemente distribuida y ocasionalmente visible a lo largo de todo el año. Varias de las especies tiene interés cinegético.
Aves
Los humedales de Conquezuela han sido estratégicamente importantes para las aves migratorias. Los cortados rocosos permiten la nidificación de aves rapaces. En todo el término municipal pueden observarse aves de muy diversos especies, de órdenes como:
- Accipitriformes como el águila culebrera, el águila aguililla calzada, el alimoche común o abanto, el busardo ratonero (ratonero común) y el milano negro.
- Anseriformes como el ánade real (azulón).
- Apodiformes como el vencejo común.
- Bucerotiformes como la abubilla abubilla.
- Coraciformes el abejaruco europeo.
- Charadriiformes como el alcaraván común.
- Columbiformes como la paloma doméstica, la paloma torcaz, la paloma zurita, la tórtola europea y la tórtola turca.
- Cuculiformes como el críalo europeo y el cuco común.
- Falconiformes como el aguilucho cenizo, el alcotán europeo, el cernícalo común y el halcón peregrino.
- Galliformes como la codorniz común y la perdiz roja
- Gruiformes como el rascón común.
- Otidiformes como el sisón común.
- Passeriformes como el agateador común, el alcaudón real, alcaudón norteño, o picapuercos, el alcaudón común, la alondra común, la alondra de Dupont o dicotí, la alondra totovía), el arrendajo, el avión común, el avión roquero, la bisbita campestre, la calandria común, el carbonero común, el chochín, la chova piquirroja, la cogujada común, la cogujada montesina, el colirrojo tizón, la collalba gris, la collalba rubia, la corneja negra, el cuervo, la curruca cabecinegra, la curruca carrasqueña, la curruca mosquitera, la curruca rabilarga, la curruca tomillera, el escribano hortelano, el escribano montesino, el escribano soteño o escribano de garganta, el estornino negro, la golondrina común, el gorrión chillón, el gorrión común, el gorrión molinero, la grajilla occidental, el herrerillo común, el jilguero, la lavandera blanca o aguzanieves, la lavandera boyera, la lavandera cascadeña, la curruca mirlona, el mirlo común, el mito, el mosquitero papialbo, la oropéndola europea u oriol, el pardillo común, el pinzón vulgar, el reyezuelo listado, el roquero rojo, el roquero solitario, el ruiseñor bastardo, el ruiseñor común, la tarabilla común, la terrera común, el triguero, la urraca, el petirrojo europeo, el verdecillo, el verderón europeo o verderón común, el zarcero común y el zorzal charlo.
- Piciformes como el pico picapinos y el pito real.
- Pterocliformes como la ganga ortega.
- Strigiformes como el autillo europeo, el búho real, la lechuza común y el mochuelo común.

Mamíferos
Entre la fauna silvestre, es fácil poder observar mamíferos en libertad de los siguientes órdenes:

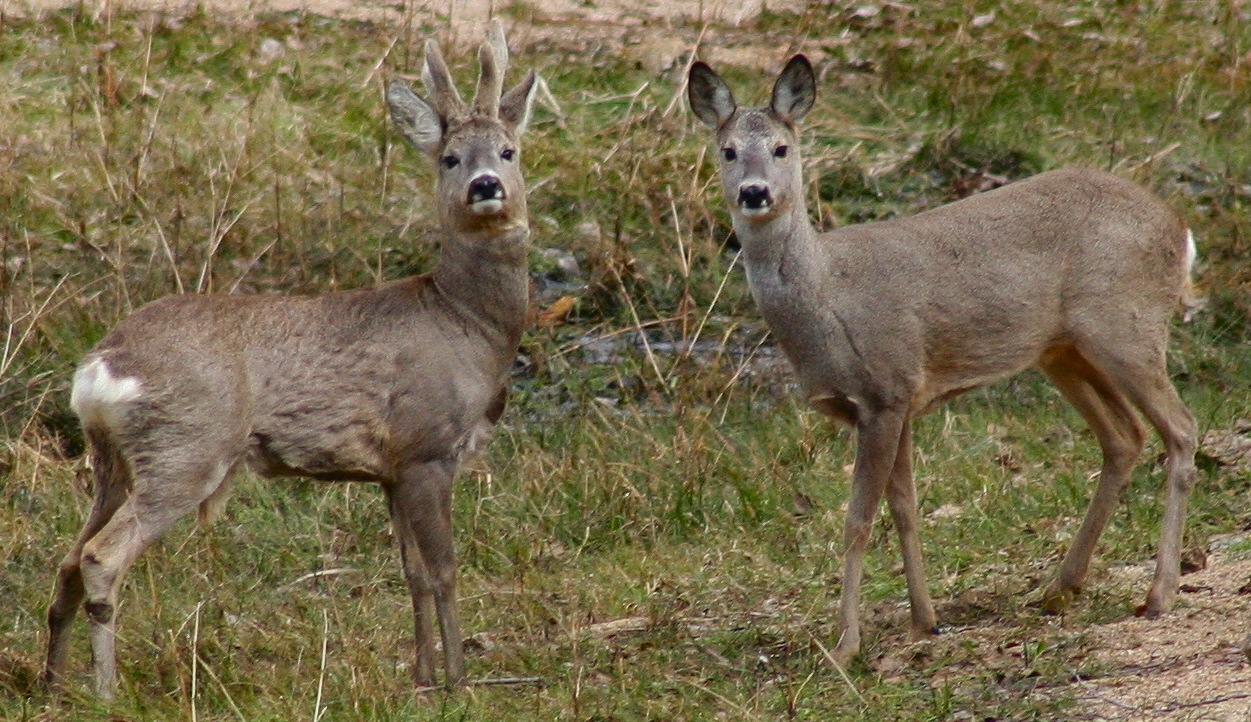
Pareja de corzos: el macho a la izquierda, la hembra a la derecha.

- Artiodactyla como corzos y jabalís.
- Carnivora como la garduña, la jineta o gato almizclero, la comadreja común, el tejón común o tasugo y el zorro.
- Chiroptera como el murciélago común, el murciélago de Cabrera, el murciélago grande de herradura y el murciélago pequeño de herradura.
- Erinaceomorpha como el erizo común.
- Lagomorpha como el conejo común, la liebre ibérica.
- Rodentia como el lirón careto, la rata gris, la rata negra, el ratón casero, el ratón de campo, el ratón moruno, el topillo campesino y el topillo mediterráneo.
- Soricomorpha la musaraña gris y el musgaño de Cabrera.

Reptiles y anfibios
Las dos especies de anfibios presentes en el término municipal son la rana común y el sapo partero común.
En la zona pueden observarse los siguientes reptiles: la culebra bastarda, la culebra viperina, la culebrilla ciega, la lagartija colilarga, el lagarto ocelado y la víbora hocicuda, la única que cuenta con un veneno tóxico, aunque menos tóxico que el de otras víboras presentes en España, no llegando a ser mortal su mordedura aunque se precisa de asistencia sanitaria para un tratamiento adecuado, y en caso necesario la aplicación de un suero antiofídico.
Háce décadas eran muy frecuentes en las lagunas de Conquezuela las sanguijuelas, anélidos que eran muy demandados para la práctica de sangrías.

### Geología y orografía
Por buena parte del término municipal de Miño discurre el llamado valle de Ambrona, cuyas aguas vierten a las tres más importantes cuencas hidrográficas de España: al Duero (en el valle nace el río Bordecorex, también denominado Torete, que vierte al río Escalote, afluente del Duero), al Tajo (en la sierra Ministra que encaja el valle nace el río Henares, a través del barranco de la Cueva y arroyo de Alboreca) y al Ebro, y del barranco de Valdemino, al pie del alto del Rasero (mediante el río Masegar también llamado arroyo Madre o arroyo de la Mentirosa, que corre por el fondo del valle en dirección sur y vierte al Jalón, afluente del Ebro).
El valle se describe geológicamente como un gran poljé, es decir una depresión en un macizo de roca kárstica que forma un valle alargado y cerrado, capaz de retener el agua que baja de los manantiales de ladera formando humedales característicos de un Keuper, en el que el fondo arcilloso retiene el agua en superficie. Estos humedales formaban las lagunas de Conquezuela y Ambrona que fueron desecadas en los años cincuenta, quedando en la actualidad solo la Laguna de la Sima. El objeto de esta acción fue el de ampliar las tierras de pasto y cultivo, así como tratar de reducir la incidencia del paludismo. Estando prevista la recuperación de la laguna según el Plan de Actuación Específico para Soria de 2005, diferentes intereses en conflicto y dificultades presupuestarias no lo han permitido hasta la fecha.
Desde Medinaceli hasta cerca de Miño se extiende un trayecto de 6 km sobre calizas de muschelkalk muy poco dislocadas, con buzamientos que varían del segundo al tercer cuadrante y a veces horizontales. Con frecuencia son visibles los lisos de sus capas en espacios más o menos extensos, notándose un cuarteo especial. Llegando a Miño, aparecen areniscas del tramo inferior debajo de las dolomías. Estas areniscas del triásico forman un cordal rocosos en el que aparecen dispuestas en bancos casi horizontales ocupando casi todo el término municipal, llegando por el oeste casi hasta Conquezuela en donde forman los escarpados riscos en los que se construyó la ermita de Santa Cruz.

### Clima
El clima de Miño de Medinaceli se clasifica como Cfb según el sistema Köppen-Geiger: clima cálido y templado, con precipitaciones durante todo el año. Hasta el mes más seco tiene mucha lluvia, en términos relativos.
La temperatura media anual es de 10,0 °C. La precipitación media anual aproximada es de 530 mm. El mes más seco es julio, con 26 mm de lluvia. Y el más húmedo es el mes de mayo con 66 mm.
Julio es también el mes más cálido del año con una temperatura promedio de 19,7 °C. Enero es el mes más frío, promediando 1,6 °C.
Hay una diferencia de 40 mm de precipitación entre los meses más secos y los más húmedos. Las temperaturas medias varían durante el año en un 18,1 °C.

## Historia
Miño aparece relacionado como uno de los pueblos que comprendían el Arciprestazgo de Medinaceli tanto en el año 1197 y como en el año 1353. El territorio de este arciprestazgo fue sin duda la base del futuro Condado de Medinaceli.
Efectivamente, el pueblo aparece relacionado como "Mino" con otros 63 pueblos y aldeas de las actuales provincias de Soria y Guadalajara, como parte del arciprestazgo de Medinaceli (al que el documento se refiere como "Medina Celen") en un documento de 4 de noviembre de 1197. También aparece citada "Anbrona", es decir Ambrona.
Y en una estadística de 12 de agosto de 1353, que fue encargada por el obispo de Sigüenza don Pedro Gómez Barroso, figura Miño como una de las poblaciones que en el año 1353 conformaaban el arciprestazgo. Siendo tan próxima la fecha de creación del condado por el rey Enrique II de Castilla para Bernardo de Bearne y Foix, en 1368, la coincidencia de pueblos es casi total. En esta ocasión aparece Ventosa además de Ambrona, pero Conquezuela sigue sin aparecer citada.
Por lo tanto, Miño ha sido uno de los veintiocho pueblos de Soria que formaron parte de los dominios de la casa de Medinaceli, desde la creación de esta y durante siglos, junto con, Alcubilla de las Peñas, Ambrona, Arbujuelo, Avenales, Azcamellas, Beltéjar, Benamira, Blocona, Conquezuela, Corvesín, Fuencaliente de Medinaceli, Lodares del Ducado, Medinaceli, Salinas, Somaén, Torralba del Moral, Ures, Ventosa del Ducado, Velilla de Medinaceli y Yelo, entre otros.
Hasta el año 1479, año en que los Reyes Católicos elevaron a ducado el hasta entonces Condado de Medinaceli, la Tierra o Común de Medinaceli se dividía en tres “cuadrillas” o demarcaciones: la Cuadrilla del Extremo, la Cuadrilla de la Sierra y la Cuadrilla del Campo, que sumaban 83 aldeas, sin que se haya podido averiguar qué poblaciones formaban parte de cada una, ni su población. En el año 1479, la Tierra de Medinaceli se fragmentó en ocho cuadrillas o distritos, entre ellos la Cuadrilla de Esteras, en donde pasó a encuadrarse Miño, así como La Ventosa, Ambrona y Conquezuela, junto con Esteras, Fuencaliente, Torralba, Benamira, Sayona, Matas, Torrecilla, Olmedillas, Alboreca, Alcuneza, Mojares, Horna, Guijosa, Barbatona, Cubillos, Torrecilla de Valdealmendras y Villacorza. En el censo de 1488 realizado por orden del primer duque de Medinaceli, se censa a 20 vecinos en Miño, otros 20 en Ambrona y 8 vecinos en La Ventosa.
El Censo de pecheros de Carlos I, realizado en 1528, identifica 32 vecinos pecheros en Miño, 30 en Ambrona, 22 en Conquezuela y 12 en Ventosa del Ducado.
El 16 de junio de 1753 se respondió con ocasión de la elaboración del Catastro del Marqués de la Ensenada, que la población de Miño era un señorío dependiente del duque de Medinaceli en el que, entre otras cosas, "hay veinticinco casas y residen 24 vecinos y medio, incluyendo el cura vicario y una viuda".
En la Noticia de la fundación del Patronato Real de Legos, hecha por la Excma. Sra. Dª Mª Luisa del Rosario Fernández de Córdoba y la Cerda, Duquesa viuda de Arcos, Maqueda y Naxera, de 1787, se relacionan los vecinos de los pueblos del Ducado de Medinaceli, y en concreto Miño tiene 17 vecinos, Ambrona 18, Conquezuela 19 y la Ventosa 9.
El Diccionario Geográfico-Estadístico de España y Portugal, obra de Sebastián de Miñano impresa entre 1826 y 1828, incluye una entrada que describe Miño (a la que se refiere en el diccionario varias veces como Miño del Ducado), como un "lugar secular de España, provincia de Guadalajara, partido y obispado de Sigüenza, tierra del ducado de Medinaceli, A.P. (alcalde pedáneo), 27 vecinos, 120 habitantes, 1 parroquia, 22 casas de morada, entre ellas 2 regulares; aguas buenas pero escasas. Abundante en grano y ganado lanar. Dista 4 leguas de la cabeza de partido. Contribución con Medinaceli."
A la caída del Antiguo Régimen la localidad se constituye en municipio constitucional, conocido entonces como Miño de Medina en la región de Castilla la Vieja que en el censo de 1842 contaba con 38 hogares y 150 vecinos.
El Diccionario geográfico-estadístico-histórico de España y sus posesiones de Ultramar, publicado entre 1845 y 1850 por Pascual Madoz, incluye en las páginas 424 y 425 de su decimoprimer volumen un artículo dedicado a Miño, en el que facilita interesante información sobre la vida del municipio en aquel entonces, informando —entre otras muchas cosas— de que había 39 casas, propiedad de 38 vecinos, en las que habitaban 150 almas. Como curiosidad, el artículo refiere detalles como el de que las sanguijuelas de superior calidad que se criaban en su extensa laguna se habían visto muy disminuidas por las "enormísimas estracciones (sic) que de ellas han hecho los franceses para su Nación (sic)" (se entiende que durante la Guerra de la Independencia). La descripción completa es la siguiente:

MIÑO: l. con ayunt. en la prov. de Soria (12 leg.), part. jud. de Medinaceli (1 1/4), aud. terr. y c. g. de Burgos (33), dióc. de Siguenza (4). sit. en 1 suave ladera con esposion al S.; goza de clima saludable, bátenle libremente los vientos, y no se conocen enfermedades especiales como no sean algunas tercianas: tiene 39 casas; la consistorial que sirve de cárcel y escuela de instruccion primaria, á la que asisten 19 alumnos, bajo la direccion de un maestro, á la vez sacristan y secretario de ayunt., dotado con 27 fan. de trigo y 160 rs.; 1 igl. parr. (La Transfiguracion del Señor) servida por 1 cura y 1 sacristan; fuera de la pobl. á dist. de 300 pasos, se encuentra el cementerio, que en nada se ha notado perjudique á la salubridad pública. térm. confina N. Yelo, Conguezuela y la Ventosa; S. Ambrona, y O. Vellejar y Medinaceli; dentro de esta circunferencia se hallan 3 pozos de aguas potables que proveen á las necesidades del vecindario, las ruinas de 1 cast., del que aun se conserva un buen aljibe abierto en piedra, 1 estensa laguna que cria sanguijuelas de superior calidad, si bien ha disminuido mucho su cantidad, por las enormísimas estracciones que de ellas han hecho franceses para su Nacion: el terreno es de secano y de regular calidad; se cultivan 2,200 fan. de tierra en esta forma: 600 de primera clase, 800 de segunda, é igual número de tercera, hay ademas 2,300 de prados naturales, 300 de artificiales, 500 de montes de maleza, 5 de tierras concegiles y 1,800 baldías: caminos, los que dirigen á los pueblos limítrofes, y la carretera de Madrid á Soria, todos en mal estado, especialmente en tiempos lluviosos: correo se recibe y despacha en la adm. de Medinaceli, siendo su conduccion carga vecinal: prod.: trigo, cebada, centeno, avena, judias, garbanzos y otras legumbres, nabos, patatas, yerbas de dalla y pasto, con las que se mantiene ganado lanar, vacuno, mular, asnal y de cerda; hay caza de liebres y perdices, y la laguna, ademas de la pesca de sanguijuelas, ofrece abundancia de ánades y otras aves acuáticas. ind. la agrícola y recria de ganados. comercio: esportacion del sobrante de frutos y lana á los mercados de Medinaceli y Sigüenza, en los que se surten los vec. de los art. de consumo que faltan. pobl.: 38 vec., 150 alm. cap. imp.: 28,436 rs. presupuesto municipal: 360, se cubre con los fondos de propios y arbitrios y reparto vecinal.
(Madoz, 1848, pp. 424-425)

Miño (incluyendo Ventosa del Ducado) tiene 288 habitantes en 1867, Ambrona cuenta con 177 y Conquezuela con 211 habitantes, según la Crónica de la provincia de Soria de Antonio Pérez Rioja en la que también se explica que la laguna de Miño es "abundante de finas sanguijuelas y temible por las horrorosas nubes de tronada que se forman de sus emanaciones".
Desde 1892, pasa por la proximidad del núcleo del pueblo la línea del ferrocarril Torralba-Soria, lo que motivó la construcción de la estación (1162 m s. n. m.) y el paulatino desarrollo del barrio de la Estación, que dista unos 700 m del centro de la población. En este barrio de nueva creación se instalaron fábricas de harina, almacenes y comercios, que fueron cerrando paulatinamente a medida que la despoblación progresiva, causada por la migración a las ciudades que se inició en los años sesenta, fue reduciendo el volumen de actividad: la fábrica de harinas dejó de funcionar y el tren dejó de parar en la estación a mediados de la década de los ochenta y la oficina bancaria de Caja Duero, luego Caja España, aguantó hasta pocos años después de 2010.
En la Geografía Particular de la Provincia de Soria de 1896, se informa de que Miño tiene 187 habitantes y Ventosa del Ducado 144 (el pueblo de la Ventosa ya había sido agregado al Ayuntamiento de Miño). La parroquia de Miño tiene categoría rural de 1.ª y tiene escuela para ambos sexos. El billete de tren desde Madrid costaba 19,25 pesetas en 1.ª, 7,45 en 2.ª y 4,50 pesetas en 3.ª clase.
Y en el Diccionario geográfico judicial y estadístico de todos los ayuntamientos, villas, lugares, aldeas... de España, isla de Cuba, Puerto Rico, Filipinas y posesiones de África de Mariano Díaz Valero, de 1897, se acreditan 349 habitantes en Miño, 221 en Conquezuela, 196 en Ambrona y 134 en la Ventosa.

## Demografía
Cuenta con una población de 78 habitantes (INE 2024).
| Gráfica de evolución demográfica de Miño de Medina entre 1488 y 2021 |
| |
| "Lista y nómina de los lugares y veçinos que había en todo el Ducado de Medinaçeli" (1488), vecinos censados en Miño. Población declarada en el Censo de Pecheros de Carlos I (1528), en número de vecinos. Población declarada con ocasión del Catastro de Ensenada (1753), en número de vecinos o familias. Población según el Diccionario Geográfico-Estadístico de España y Portugal (1826), en número de habitantes. Población de derecho según los censos de población del INE Población de hecho según los censos de población del INEEn estos censos se denominaba Miño de Medinaceli: 1981, 1991 y 2001 Entre el censo de 1857 y el anterior, crece el término del municipio porque incorpora a 425137 (La Ventosa del Ducado) Entre el censo de 1970 y el anterior, crece el término del municipio porque incorpora a 42512 (Ambrona) y 42537 (Conquezuela) |

A 1 de enero de 2023 la población del término municipal ascendía a 87 habitantes, 52 hombres y 35 mujeres.

Hacia 1826 Miñano refiere que había en Miño 27 vecinos, 120 habitantes, 1 parroquia y 22 casas de morada, entre ellas 2 regulares. A mediados del siglo XIX, crece el término del municipio porque incorpora a Ventosa del Ducado, que contaba con una población de derecho de 90 personas según el censo de 1842. En el Diccionario de Madoz, publicado entre 1845 y 1850, se informa de que en Miño viven 150 almas, en 39 casas.
El número de habitantes de Miño de Medinaceli (incluyendo ya Ventosa del Ducado) era de 327 en 1886. En 1909 la población del municipio ascendía ya a 358 habitantes.
En los años sesenta creció la población del término del municipio porque pasó a incorporar a Ambrona que contaba con una población de hecho de 93 personas y Conquezuela, que contaba con 144 habitantes, ambos datos según el censo de 1960.
Actualmente se verifica cada año un gran crecimiento estacional de la población con motivo de las vacaciones de verano. Por ejemplo, en 2013 la población estacional casi multiplicó por siete el censo: sobre una población censada de 73 personas y un total de 118 viviendas, se estimó en 490 personas el pico de población estacional.
| Gráfica de evolución demográfica de Miño de Medinaceli entre 2000 y 2023 |
| |
| Población de derecho (1900-1991) o población residente (2001-2021) según los censos de población del INE (habitantes). Población según el padrón municipal de 2012 del INE (habitantes). |

El censo electoral en las elecciones municipales de España de 2023 que se celebraron el 28 de mayo de 2023 ascendió a la cifra de 75 ciudadanos con derecho a voto.

### Pirámide de población
Los datos de la pirámide de población de 2018 se pueden resumir así:
- La población menor de 20 años es el 8,33 % del total.
- La comprendida entre 20-40 años es el 11,9 %.
- La comprendida entre 40-60 años es el 41,67 %.
- La mayor de 60 años es el 38,1 %.

La pirámide de población de Miño de Medinaceli en 2018 muestra características propias de un municipio poco habitado, con un tamaño de muestra reducido que difícilmente se ajusta a los patrones estadísticos habituales y a la típica forma piramidal.
Cualquier mínima modificación en el censo supondrá un cambio relativamente grande en la pirámide de población. La misma distribución entre hombres y mujeres ya es muy alejada de la distribución media para poblaciones mayores.

### Demografía reciente del núcleo principal
Miño de Medinaceli (localidad) contaba a 1 de enero de 2021 con una población de 45 habitantes, 28 hombres y 17 mujeres.
| Gráfica de evolución demográfica de Miño de Medinaceli (localidad) entre 2000 y 2023             |
|                                                                                                  |
| Población de derecho (2000-2020) según los censos de población del INE a 1 de enero de cada año. |

Datos: 2000-2023 según los censos de población del INE a 1 de enero de cada año.

### Población por núcleos
| Núcleos            | Habitantes (2000) | Habitantes (2023) |
| ------------------ | ----------------- | ----------------- |
| Miño de Medinaceli | 60 (28 H, 32 M)   | 51 (30H, 21 M)    |
| Ambrona            | 23 (12 H, 11 M)   | 17 (10 H, 7 M)    |
| Conquezuela        | 23 (9 H, 14 M)    | 15 (9 H, 6 M)     |
| Ventosa del Ducado | 8 (5 H, 3 M)      | 4 (3 H, 1 M)      |

## Economía

### Agricultura y ganadería
En la actualidad y desde hace mucho tiempo, ya que por lo menos en 1826 ya documenta Miñano que Miño tiene "aguas buenas pero escasas [y es] abundante en grano y ganado lanar", y entre 1845 y 1850 documenta Madoz en su diccionario que en Miño se produce "trigo, cebada, centeno, avena, judías, garbanzos y otras legumbres, nabos, patatas, yerbas de dalia y pasto, con las que se mantiene ganado lanar, vacuno, mular, asnal y de cerda", la actividad económica principal del municipio se centra en la agricultura de cereal, girasol y lino y la ganadería ovina (la cabaña ovina en el término municipal asciende a 2279 cabezas en 2018).
Durante el siglo XX se llevó a cabo la venta de la totalidad de los lugares del señorío de la casa de Medinaceli, más de 14 000 hectáreas en su momento, repartidas entre los veintiocho pueblos pertenecientes antiguamente a la misma. La venta se hizo en varias operaciones: en dos primeras ventas, que tuvieron lugar en 1902 y 1918 se vendieron aproximadamente cuatro mil hectáreas y entre 1966 y 1968 se vendieron las 10 000 restantes. En los años previos a estas últimas ventas los renteros ya solo pagaban la contribución de las tierras, en la mayoría de los casos. La venta se hizo a una media de 1000 pesetas por hectárea, precio considerado por las partes intervinientes justo e incluso bastante bajo en casos como el de prados y dehesas. Para la adquisición de estas tierras se crearon distintas cooperativas, como la de San Miguel, en el caso de Miño de Medinaceli.
El área inundable de la Laguna de Conquezuela fue desecada en los años 1950 mediante un drenaje promovido por el Instituto Nacional de Colonización, organismo extinto dependiente del Ministerio de Agricultura, con la finalidad de ganar esas tierras —catalogadas entonces como bienes mostrencos (sin dueño)— para la actividad agrícola, como paso previo a su reparto entre los agricultores tras un proceso de
concentración parcelaria al final de los años 50.
Entre 1960 y 1968 se completó este proceso de concentración parcelaria en el término municipal, afectando en el caso de Miño de Medinaceli a 567 hectáreas, aportadas por 108 propietarios de 3331 parcelas que fueron reemplazadas por 228 fincas; en el caso de Ambrona a 568 ha aportadas por 106 propietarios de 3142 parcelas que fueron reemplazadas por 232 fincas; en el caso de Conquezuela a 530 ha de 139 propietarios de 4473 parcelas reemplazadas por 393 fincas; y en Ventosa a 1253 ha de 135 propietarios de 3842 parcelas reemplazadas por 260 fincas. En total, en todo el término municipal, 14 788 parcelas ocupando 2918 ha fueron concentradas en 1113 fincas.
Según el censo agrario de 2009, realizado por el INE, algo menos de la mitad de la superficie total del término municipal, cercana a las 5500 ha, está sometida a explotación agrícola. La totalidad de las 1992,94 ha de tierras labradas se dedica al cultivo de herbáceas. Del total de 18 explotaciones agrícolas, 13 ocupan más de 50 ha, 3 entre 20 y 50 ha, y hay dos explotaciones de menos de 20 ha.
| Superficie explotación agrícola | Hectáreas  | %        |
| ------------------------------- | ---------- | -------- |
| Total                           | 2416,30 ha | 100,00 % |
| Labradas                        | 1992,94 ha | 82,48 %  |
| Pastos                          | 300,49 ha  | 12,44 %  |
| Otras                           | 122,87 ha  | 5,09 %   |

Más del 50 % de las superficies agrarias utilizadas (SAU) lo son en régimen de arrendamiento o mixto:
| Régimen tenencia de la SAU             | Hectáreas  | %        |
| -------------------------------------- | ---------- | -------- |
| Total                                  | 2416,30 ha | 100,00 % |
| más del 50% de la SAU en arrendamiento | 1494,16 ha | 65,15 %  |
| más del 50% de SAU en propiedad        | 596,88 ha  | 26,03 %  |
| SAU solo en arrendamiento              | 192,39 ha  | 8,39 %   |
| SAU solo en propiedad                  | 10,00 ha   | 0,44 %   |

### Industria y comercio

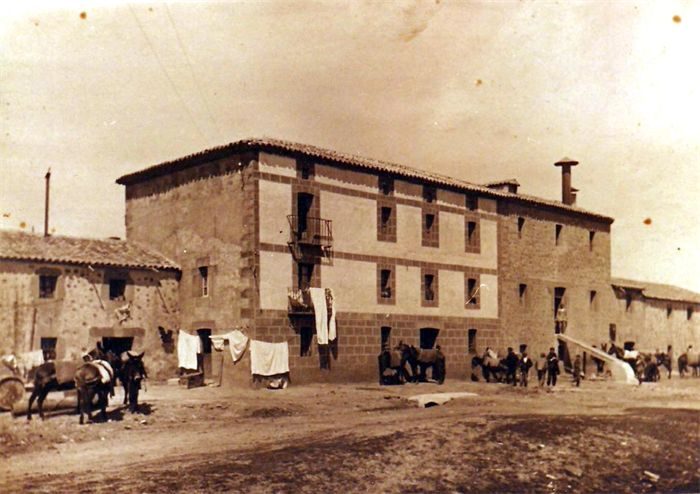
Antigua fábrica de harina y comercio (c.1930). Barrio de la Estación, Miño de Medinaceli.

Entre los años 1920 y los primeros años 1980 funcionó una fábrica de harina, una de las primeras que se instalaron en la comarca, junto a la estación de ferrocarril. La fábrica dispuso primero de tres molinos, uno de ellos doble y tras una importante ampliación en 1933, funcionaron seis molinos con una capacidad de producción de 15 000 kg diarios. La fuerza motriz provenía de un motor eléctrico (con un motor de explosión diésel de reserva). La energía provino inicialmente y durante muchos años de una pequeña central hidroeléctrica sita al pie del embalse del río Blanco, afluente del río Jalón, en las cercanías de Velilla de Medinaceli, que se puso en marcha a principios del siglo XX y todavía funciona, contribuyendo a la red general de generación.
El movimiento generado por la estación de ferrocarril y la fábrica de harina fue concentrando en Miño una parte relevante de la actividad comercial de la comarca entre principios del siglo XX y la década de 1970, en la que se alcanzó la población máxima en la historia del pueblo. Almacenes de coloniales, carnicería, panadería, fonda, profesionales de diversos oficios, etc. satisfacían la demanda de muchos pueblos de la comarca.

### Parque eólico
En junio de 2007 se autorizó la instalación del parque eólico denominado "Ventosa del Ducado" entre Medinaceli, Miño de Medinaceli y Yelo. La Asociación Soriana para la Defensa y Estudio de la Naturaleza (ASDEN), la Asociación de Amigos del Museo Numantino y el profesor Rojo, presentaron alegaciones al proyecto del parque eólico que una vez valoradas en la declaración de impacto ambiental por la Junta de Castilla y León resultaron en la autorización de solo diecisiete aerogeneradores (de 78 m de altura con rotor tripala de 90 m de diámetro) en lugar de los veinticinco previstos en el proyecto, por afectar de manera grave la ubicación de los ocho restantes a las colonias de Alondra de Dupont. Para la reubicación de los aerogeneradores eliminados debía tenerse en cuenta, además del respeto al hábitat de estos pájaros, los yacimientos arqueológicos y las estructuras de carácter etnológico de la zona. En enero de 2009, una vez propuestos nuevos emplazamientos, fueron autorizados cinco aerogeneradores más, lo que eleva su número a un total de veintidós. Posteriormente, en 2016, el Tribunal Supremo confirmó la nulidad de esta última autorización, avalando que el proyecto se someta a trámite de evaluación de impacto ambiental.

### Presupuesto municipal
El presupuesto municipal ha evolucionado significaticamente al alza en la última década. El presupuesto total superó en 2019 los 270 mil euros. Al municipio le corresponden tres concejales.
| Año                                  | 2016    | 2017    | 2018    | 2019    |
| ------------------------------------ | ------- | ------- | ------- | ------- |
| Impuestos directos                   | 97 200  | 101 800 | 107 000 | 111 000 |
| Impuestos indirectos                 | 4 000   | 4 000   | 4 500   | 6 000   |
| Tasas y otros ingresos               | 22 200  | 24 850  | 24 050  | 24 300  |
| Ingresos patrimoniales               | 50 000  | 43 600  | 40 600  | 44 000  |
| Enajenación inversiones reales       | 0       | 0       | 0       | 0       |
| Transferencias de capital            | 7 700   | 56 950  | 31 800  | 51 150  |
| Activos financieros                  | 163 100 | 103 455 | 0       | 0       |
| TOTAL INGRESOS                       | 371 900 | 370 155 | 242 050 | 273 350 |
| Gastos de personal                   | 66 100  | 68 250  | 64 400  | 64 100  |
| Gastos bienes corrientes y servicios | 82 150  | 90 350  | 89 700  | 93 500  |
| Gastos financieros                   | 250     | 200     | 200     | 200     |
| Transferencias corrientes            | 7 500   | 7 000   | 2 000   | 2 500   |
| Inversiones reales                   | 189 900 | 204 355 | 87 750  | 113 050 |
| Trasnferencias de capital            | 26 000  |         |         |         |
| TOTAL GASTOS                         | 371 900 | 370 155 | 242 050 | 273 350 |

El presupuesto de ingresos y gastos corrientes ha experimentado un importante incremento en la última década.

La actividad cinegética deportiva de la zona está acotada. El coto de caza de Miño de Medinaceli, que fue constituido en 1983, se extiende por una superficie de 2.102,81 has. y es explotado por sus arrendatarios.

## Monumentos y lugares de interés

### Museo paleontológico

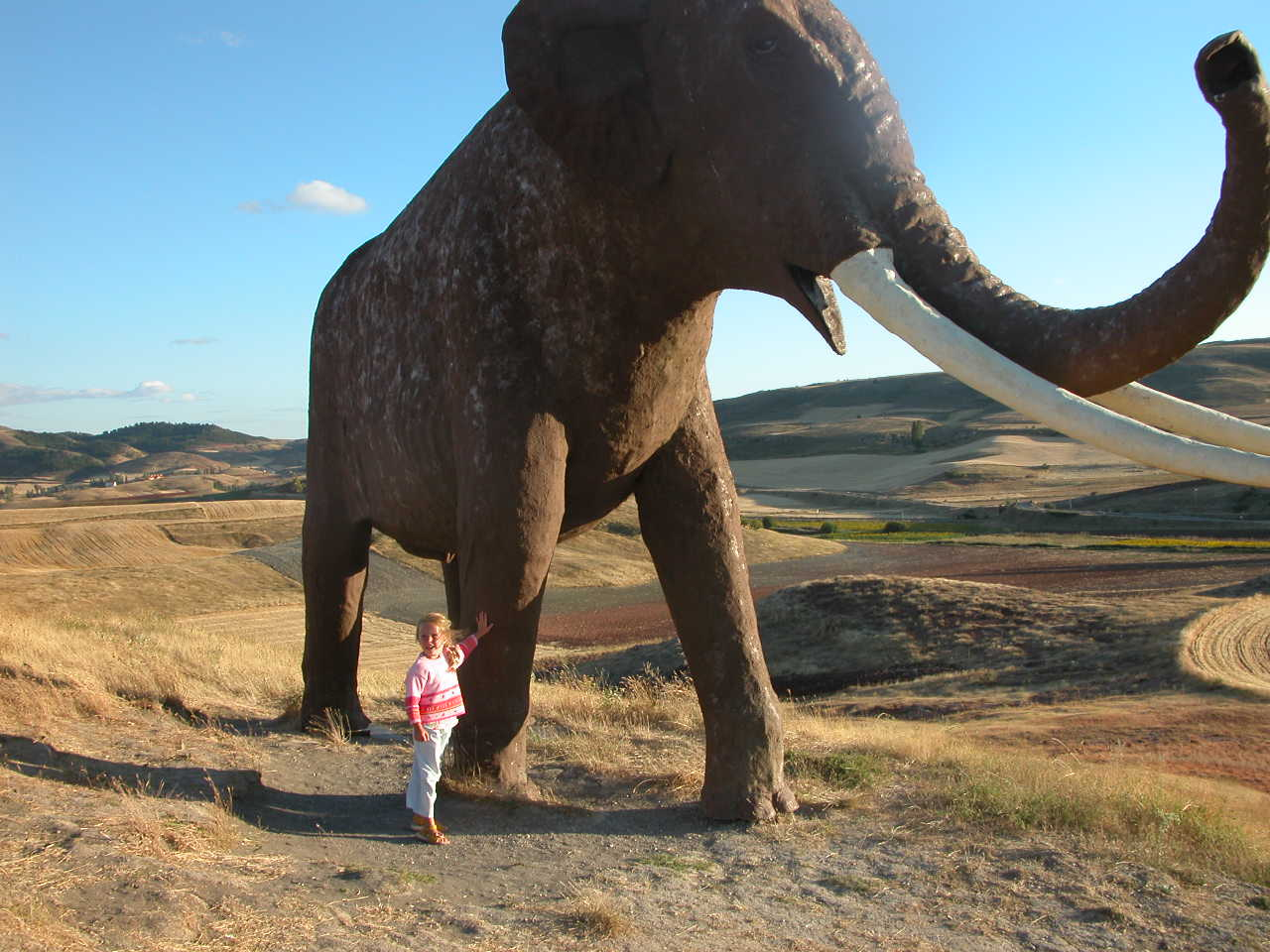
Maqueta de Elephas antiquus, Museo Paleontológico de Ambrona.

Muy cerca, en el kilómetro 3,1 de la carretera entre Miño de Medinaceli y Torralba, está el núcleo de población de Ambrona, en el centro del valle del mismo nombre, en el que se puede visitar una exposición in situ -dependiente del Museo Numantino de Soria- que revela parte del resultado de las importantes excavaciones paleontológicas que se iniciaron en el lugar a principios del siglo XX bajo los auspicios del Marqués de Cerralbo (yacimientos de Torralba y Ambrona). En la exposición se pueden observar interesantes restos fósiles de mamíferos, destacando los de Elephas antiquus del que se muestra también una curiosa recreación de su aspecto original a tamaño natural en fibra de vidrio, visible desde lejos.

### Sepulcro del Túmulo de la Sima
En los últimos años, y como resultado del trabajo de investigación de arqueólogos del Departamento de Prehistoria de la Facultad de Filosofía y Letras de la Universidad de Valladolid, dirigidos por el profesor Manuel Ángel Rojo Guerra, se han encontrado restos de asentamientos neolíticos: se ha localizado y excavado una de las denominadas tumbas monumentales del Valle de Ambrona, el sepulcro llamado "Túmulo de la Sima", con fragmentos muy interesantes de cerámica campaniforme, que conservaban en su interior restos de lo que los análisis identifican como una primitiva cerveza. También se han excavado tumbas en la zona denominada “Las Cuevas-El Morrón” en la que aparecieron los restos de lo que parece ser un cuerpo ejecutado, entre otros enterramientos que pueden datarse entre el Neolítico y principios de la Edad de los Metales, hacia los 5.000 años a.c.

### Museo arqueológico del Valle de Ambrona

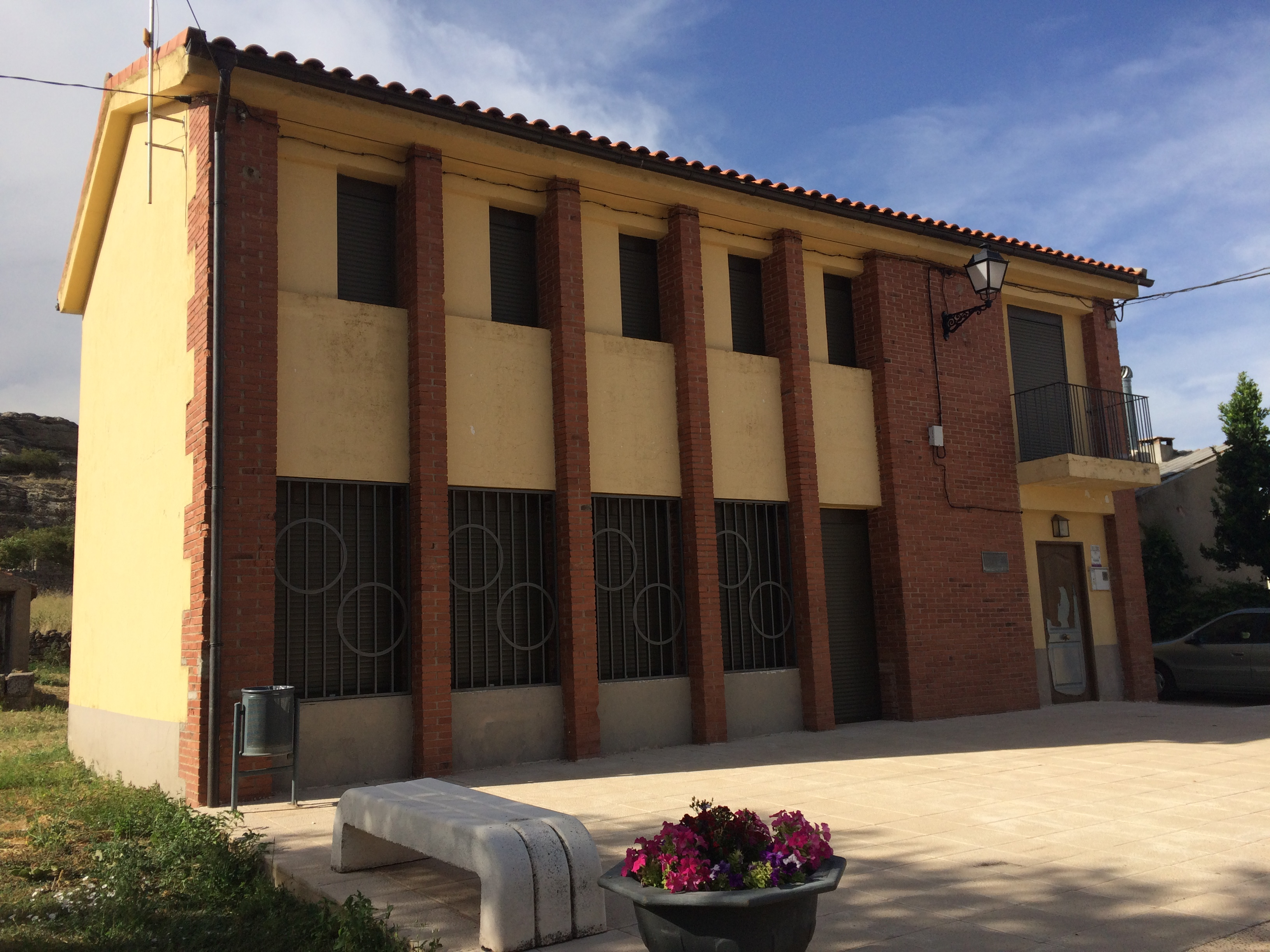
Museo arqueológico del Valle de Ambrona.

Desde agosto de 2009, puede visitarse en Miño de Medinaceli el Museo arqueológico del Valle de Ambrona, ubicado en las antiguas escuelas del pueblo. En el museo se describen mediante maquetas, audiovisuales y paneles informativos, el modo de vida, los rituales y las técnicas de enterramiento llevados a cabo por las consideradas entre las primeras poblaciones que introdujeron la agricultura y la ganadería en el interior de la península; todo ello es resultado de las excavaciones realizadas en los yacimientos arqueológicos del valle de Ambrona (Peña de la Abuela, Túmulo de la Sima y Tarayuela de Ambrona, entre otros) durante los últimos quince años dirigidas por el profesor Rojo. Entre los audiovisuales se puede ver el documental rodado en 2003 con motivo del descubrimiento de la considerada cerveza más antigua de Europa, para el cual se construyó y ambientó una reconstrucción de un poblado antiguo del valle con silos de almacenamiento de cereales.
Este yacimiento fue declarado Bien de Interés Cultural en la categoría de zona arqueológica el 7 de septiembre de 1995.

### Iglesia románica
La iglesia de San Miguel es de origen románico y cuenta con una espadaña almenada en la que se ubica el campanario. La parroquia católica, bajo la advocación de la Transfiguración del Señor, depende del arciprestazgo de Medinaceli, dentro de la diócesis de Osma-Soria, y es atendida por la unidad de acción pastoral de Medinaceli, compartiendo párrocos o administradores parroquiales con una decena de localidades sorianas.

### Castillo-atalaya y necrópolis medieval

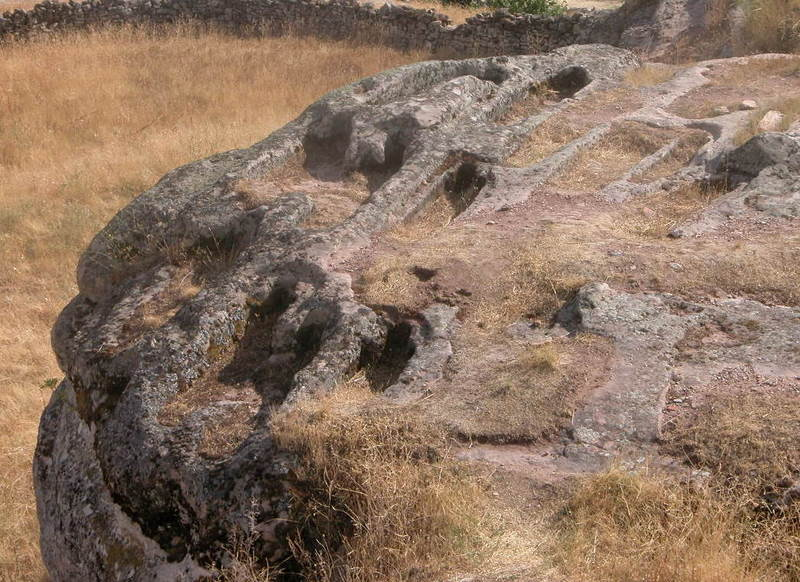
Tumbas antropomorfas.

El núcleo del pueblo está al pie de unas peñas sobre una de las cuales, el cerro Castillo de 1196 m s. n. m., se yerguen los vestigios de un castillo-atalaya árabe de época islámico-medieval con función de vigilancia, para dar temprano aviso por medio de señales visuales a la guarnición de Medinaceli de cualquier avistamiento en los valles cercanos. En las mismas peñas, una necrópolis medieval contiene decenas de enterramientos antropomorfos. En la actualidad solo se conservan la base de la antigua atalaya, restos de lienzos y dos aljibes. El castillo de Miño fue declarado Bien de Interés Cultural en la categoría de Castillo el 22 de abril de 1949. Figura inventariado en el catálogo de bienes de interés cultural de Castilla y León con el código IACYL 42-115-0003-001-0000-00.

### Ermita y cueva de Santa Cruz. Altar y grabados rupestres.
En la carretera que une Miño de Medinaceli con Conquezuela se encuentra la ermita de la Santa Cruz de Conquezuela, delante de una cueva que se encuentra al pie de unos cortados rocosos en el que acostumbran a anidar aves rapaces y ante el paisaje de campos fértiles en donde antes hubo una laguna, ahora desecada. Se trata de un lugar en el que se registran evidencias de distintos cultos religiosos desde el principio de los tiempos. En la cueva y la grieta manantial delante de la que se construyó la ermita pueden distinguirse interesantes relieves rupestres y los restos de una pequeña bóveda de cañón románica.
En la pendiente entre la cueva y la carretera se observa claramente un altar rupestre consistente en una estructura cuidadosamente labrada en la roca en la que se distinguen cinco escalones frontales y una doble escalinata, configurada por dos grupos paralelos de dos escalones más estrechos. En la pequeña plataforma a la que da acceso la escalinata se ha descubierto una secuencia de cazoletas conectadas en parte por
canales, así como dos surcos ligeramente escalonados y más anchos abiertos a cada uno de los lados de la roca. Todo ello produce un efecto escénico que recuerda ejemplos como el del altar de Castro de Ulaca, en Solosancho, Ávila. La cueva y los restos arqueológicos están protegidos como Bien de Interés Cultural de Castilla y León, como yacimiento arqueológico con número de IACyL 42-115-0002-018-0000-000.

### Abrigo de la Dehesa

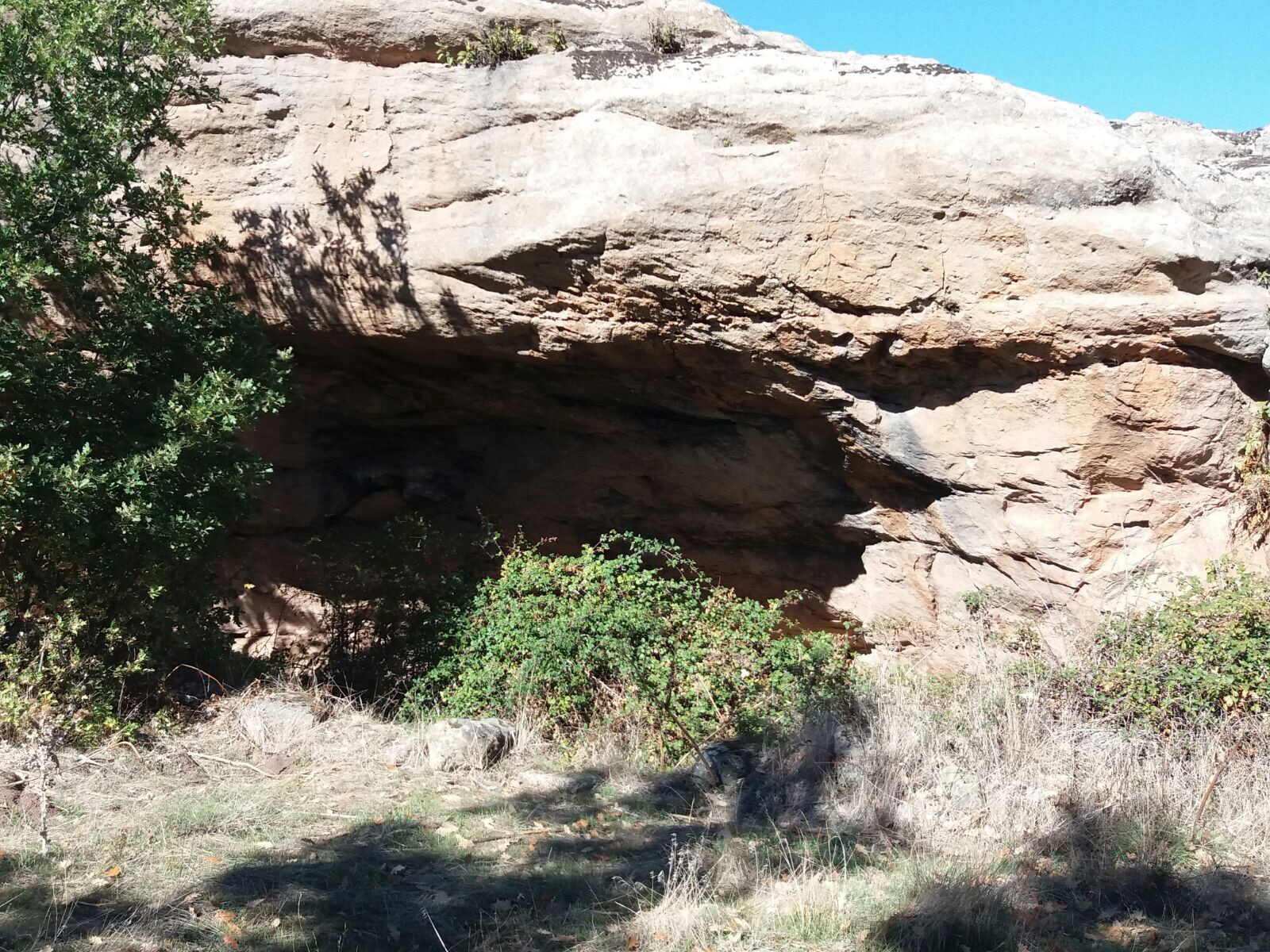
Abrigo de la Dehesa, vista exterior de la cueva.

En otoño de 1997, de forma casual, Carlos Álvarez García, director del Archivo Histórico Provincial de Soria, paseando en grupo por la dehesa entre Miño y Conquezuela, observó unas manchas rojas que parecían letras o números sobre la superficie rocosa de un covacho cuya estructura les recordó enseguida la morfología de los abrigos de Valonsadero. El 3 de noviembre de 1998, Carlos Álvarez comunicó al arqueólogo Juan A. Gómez-Barrera sus sospechas sobre la posible existencia en el lugar de pinturas rupestres. El 28 de noviembre, este último confirmó el descubrimiento en el denominado Abrigo de la Dehesa de pinturas rupestres esquemáticas, dentro de un contexto cronocultural propio del Neolítico y Edad del Bronce, que no presentan una tipología habitual y cuya temática y posible significación resultan de difícil identificación. El abrigo consiste en una amplia covacha de unos 15 m de longitud, 2,5 m de altura y 2,5 m de profundidad. Cuenta con interesantes pinturas rupestres (Gómez, Rojo y García, 2005), y evidencias de diversas ocupaciones humanas que abarcan desde el Neolítico hasta época
moderna. El panel de pinturas principal está en el extremo suroeste del promontorio de arenisca que constituye el abrigo a media altura. Existen también dos improntas de manos en positivo en la parte superior de su esquina norte. El análisis de las pinturas y su comparación con otras muestras del Neolítico antiguo, permiten datarlas en esta etapa (Rojo, Garrido, García y Morán, 2006; Rojo, Garrido y García, 2008). Las excavaciones se realizaron en 2002 y 2003 y se recuperaron un total de 15 668 fragmentos cerámicos y 1420 piezas de sílex fruto de la ocupación del lugar desde el Neolítico antiguo hasta tiempos modernos. Además de algunos testimonios de época medieval y romana, así como material arqueológico de la
Edad del Bronce y campaniformes.

## Cultura

### Fiestas
Las fiestas laborales son el 15 de mayo y el 28 de septiembre. Las fiestas patronales se celebran el último fin de semana de septiembre en honor del San Miguel.
La romería de la Virgen de la Santa Cruz de Conquezuela se celebra en la ermita del mismo nombre a mediados de agosto para hacerla coincidir con la mayor afluencia de veraneantes a las poblaciones cercanas de Miño de Medinaceli, Yelo y Conquezuela. Antiguamente se celebraba el lunes de Pentecostés.
En los últimos años, algunos vecinos están recuperando antiguas tradiciones como la vaquilla de carnaval —uno de los quintos se disfraza de vaquilla y asusta a los niños— y la fiesta del Judas en Semana Santa.